# قوبة (بني مطر)

تعديل مصدري - تعديل

قوبة هي إحدى قرى عزلة البروية بمديرية بني مطر التابعة لمحافظة صنعاء، بلغ تعداد سكانها 243 نسمة حسب تعداد اليمن لعام 2004.